# Atlético Clube de Portugal
L'Atlético Clube de Portugal, meglio noto come Atlético CP, è una società calcistica portoghese con sede nella capitale Lisbona, militante nella Terceira Liga.

## Storia
Nel 1912 nasce il Carcavelinhos Football Clube. Nel 1928, il club vince il Campeonato de Portugal, vincendo poi il proprio girone di seconda divisione nel 1935 e nel 1939. Il 3 marzo 1910 nasce l'União Football Lisboa, squadra che inizialmente si chiama Grupo dos 15. In seguito il club si ramifica in più sport. Nel 1929, raggiunge la finale di Campeonato de Portugal persa 3-1 contro il Belenenses.
Il 18 settembre 1942, Carcavelinhos e União Football Lisboa si fondono dando vita all'Atlético Clube de Portugal. La società fu fondata nel 1942 nella freguesia Alcântara nella città di Lisbona. Nel 1946 e nel 1949, l'Atlético CP raggiunge per due volte la finale della Coppa di Portogallo perdendo rispettivamente contro Sporting Lisbona (4-2) e Benfica (2-1). Dopo diversi campionati in prima divisione, nel 1957 il club retrocede in seconda serie: inizia un periodo altalenante tra la prima e la seconda divisione, con cinque promozioni e cinque retrocessioni nei successivi venti anni, fino al 1977. Dal 1977, l'Atlético CP non riesce più a risalire in prima divisione: segue una nuova retrocessione nel 1980 e la squadra finisce in terza divisione. Tra il 1982 e il 1984, l'Atlético CP conquista due promozioni in seconda divisione, mantenendosi nel secondo livello del calcio portoghese per un lustro.
Nel 1990, la società vive la terza retrocessione in terza serie. Segue un'altra retrocessione, questa volta in quarta divisione, nel 1999. Seguono tre promozioni in sei anni fino al 2006, quando l'Atlético CP ottiene l'ultima promozione in terza serie. Nel 2011 vince il proprio girone di terza divisione e ritorna, a distanza di ventun anni dall'ultima volta, nella seconda divisione portoghese, rinominata Liga de Honra. Dopo esser arrivato al ventiduesimo posto per tre campionati di fila, nel 2016 il club retrocede in terza divisione.

## Colori
I colori sociali del club sono giallo, rosso e blu.

## Rosa 2015-2016
| N. |                           | Ruolo | Calciatore         |
| -- | ------------------------- | ----- | ------------------ |
| 1  | Portogallo (bandiera)     | P     | Bernardo Francisco |
| 2  | Brasile (bandiera)        | D     | Lucas Rocha        |
| 3  | Brasile (bandiera)        | D     | Oliveira Jefferson |
| 4  | Portogallo (bandiera)     | D     | Duarte Machado     |
| 5  | Palestina (bandiera)      | D     | Javier Cohene      |
| 6  | Portogallo (bandiera)     | C     | Diogo Pires        |
| 7  | Colombia (bandiera)       | A     | Manuel Palacios    |
| 8  | Guinea (bandiera)         | C     | Vladimir Forbs     |
| 9  | Costa d'Avorio (bandiera) | A     | Vouho              |
| 10 | Portogallo (bandiera)     | C     | Quinaz             |
| 14 | Mali (bandiera)           | C     | Mamadou Djikiné    |
| 16 | Portogallo (bandiera)     | D     | Jorge Ribeiro      |
| 18 | Portogallo (bandiera)     | C     | Celestino          |
| 19 | Capo Verde (bandiera)     | C     | Joazimar Stehb     |

| N. |                       | Ruolo | Calciatore         |
| -- | --------------------- | ----- | ------------------ |
| 20 | Portogallo (bandiera) | C     | Hélio Cruz         |
| 21 | Belgio (bandiera)     | D     | Pieter Mbemba      |
| 22 | Portogallo (bandiera) | D     | Pedro Almeida      |
| 23 | Guatemala (bandiera)  | A     | Minor López        |
| 25 | Argentina (bandiera)  | P     | Danilo Lerda       |
| 27 | Angola (bandiera)     | D     | Mauricio           |
| 28 | Portogallo (bandiera) | C     | Paulo Regula       |
| 31 | Svizzera (bandiera)   | A     | Cephas Malele      |
| 33 | Brasile (bandiera)    | A     | Nádson             |
| 55 | Italia (bandiera)     | C     | Gianmarco Gerevini |
| 61 | Portogallo (bandiera) | P     | Mickaël Meira      |
| 88 | Brasile (bandiera)    | C     | Júlio César        |
| 91 | Francia (bandiera)    | C     | Chris Gadi         |

## Rosa 2014-2015
| N. |                       | Ruolo | Calciatore         |
| -- | --------------------- | ----- | ------------------ |
| 1  | Portogallo (bandiera) | P     | Bernardo Francisco |
| 2  | Portogallo (bandiera) | D     | Kiki               |
| 3  | Portogallo (bandiera) | D     | Vítor Almeida      |
| 4  | Portogallo (bandiera) | D     | Tiago Duque        |
| 5  | Portogallo (bandiera) | D     | Leandro Albano     |
| 7  | Portogallo (bandiera) | C     | Manuel Liz         |
| 8  | Colombia (bandiera)   | A     | Manuel Palacios    |
| 10 | Portogallo (bandiera) | C     | Silas              |
| 14 | Brasile (bandiera)    | D     | Roberto Ribeiro    |
| 15 | Martinica (bandiera)  | D     | Grégory Arnolin    |
| 18 | Ghana (bandiera)      | C     | Thomas Agyiri      |
| 19 | Portogallo (bandiera) | C     | Gonçalo Quinaz     |
| 20 | Portogallo (bandiera) | C     | Luís Cortez        |
| 21 | Belgio (bandiera)     | D     | Pieter Mbemba      |

| N. |                          | Ruolo | Calciatore         |
| -- | ------------------------ | ----- | ------------------ |
| 22 | Portogallo (bandiera)    | D     | Pedro Almeida      |
| 23 | Guatemala (bandiera)     | A     | Minor López        |
| 24 | Azerbaigian (bandiera)   | C     | Amit Guluzade      |
| 25 | Cina (bandiera)          | D     | Yi Zhong           |
| 30 | Capo Verde (bandiera)    | A     | Dady               |
| 31 | Portogallo (bandiera)    | C     | Jorge Gonçalves    |
| 55 | Sierra Leone (bandiera)  | C     | Ibrahim Kargbo     |
| 61 | Portogallo (bandiera)    | P     | Mickaël Meira      |
| 71 | Lettonia (bandiera)      | P     | Igors Labuts       |
| 89 | Hong Kong (bandiera)     | C     | Yiu Chung          |
| 93 | Portogallo (bandiera)    | C     | Jota               |
| 99 | Guinea-Bissau (bandiera) | A     | Bata               |
|    | Svizzera (bandiera)      | A     | Cephas Malele      |
|    | Italia (bandiera)        | C     | Gianmarco Gerevini |

## Rose delle stagioni precedenti
- 2012-2013

## Ex giocatori famosi
- António Botelho
- Germano
- Gonçalo Abreu
- Gonçalo Silva
- Hélio Vaz
- José Coelho
- Leandro Pimenta
- Luis Bilro
- Luís Carlos
- Luís Norton de Matos
- Nelo Vingada
- Rudi
- Vítor Bastos
- Stéphane Agbre Dasse
- Júnior

- Andrés Formento
- Guido Abayián
- Caleb Patterson-Sewell
- Laurindo
- Nélson Veiga
- Kalombo N'Kongolo
- Malá
- Zezinho
- Luís Leal
- John Ogu
- Tony Taylor

## Storia recente allenatori
- Cândido Tavares (1945–1946)
- Pedro Areso (1948–1949)
- János Biri (1951–1952)
- José Valle (1961–1962)
- António Veloso (2000–2001)
- Luís Perdigão (2003–2005)
- Francisco Barão (2005)
- Toni Pereira (2005–2007)
- Carlos Manuel (2007–2008)

- Jorge Paixão (2008)
- Toni Pereira (2008–2011)
- João de Deus (2011–2012)
- Paulo Pedro (2012)
- Toni Pereira (2012 – 13 giugno 2013)
- Bruno Baltazar (8 luglio 2013 – 6 agosto 2013)
- Gorka Etxeberria (6 agosto 2013 – 10 novembre 2013)
- Manuel Gomes (28 novembre 2013 – 17 febbraio 2014)
- Jorge Simão (17 febbraio 2014–)

## Palmarès

### Competizioni nazionali
- Coppa del Portogallo: 1

1928
- Segunda Divisão: 7

1934-1935, 1938-1939, 1944-1945, 1958-1959 (Zona Sul), 1965-1966 (Zona Sul), 1967-1968 (Zona Sul), 1970-1971 (Zona Sul)
- Campeonato de Portugal: 1

2022-2023

### Competizioni interregionali
- Terceira Divisão: 4

1981-1982 (Série E), 2003-2004 (Série F), 2005-2006 (Série E), 2010-2011 (Zona Sul)

### Altri piazzamenti
- Campionato portoghese:

Terzo posto: 1943-1944, 1949-1950
- Coppa del Portogallo:

Finalista: 1929, 1945-1946, 1948-1949
Semifinalista: 1930, 1935, 1950-1951
- Taça Federação Portuguesa de Futebol:

Semifinalista: 1976-1977

## Statistiche e record

### Partecipazione ai campionati nazionali
| Livello | Categoria                  | Partecipazioni | Debutto   | Ultima stagione | Totale |
| ------- | -------------------------- | -------------- | --------- | --------------- | ------ |
| 1º      | Primeira Liga Experimental | 3              | 1935-1936 | 1937-1938       | 29     |
| 1º      | Primeira Divisão           | 26             | 1939-1940 | 1976-1977       | 29     |
| 2º      | Segunda Divisão            | 24             | 1934-1935 | 1989-1990       | 29     |
| 2º      | Liga de Honra              | 1              | 2011-2012 | 2011-2012       | 29     |
| 2º      | Segunda Liga               | 3              | 2012-2013 | 2014-2015       | 29     |
| 2º      | LigaPro                    | 1              | 2015-2016 | 2015-2016       | 29     |
| 3º      | Terceira Divisão           | 3              | 1980-1981 | 1983-1984       | 21     |
| 3º      | Segunda Divisão B          | 12             | 1990-1991 | 2004-2005       | 21     |
| 3º      | Segunda Divisão            | 5              | 2006-2007 | 2010-2011       | 21     |
| 3º      | Campeonato de Portugal     | 1              | 2016-2017 | /               | 21     |
| 4º      | Terceira Divisão           | 4              | 1999-2000 | 2005-2006       | 4      |